# Don't Mess Up My Tempo
Don't Mess Up My Tempo là album phòng thu thứ 5 của nhóm nhạc EXO. Được phát hành vào ngày 2 tháng 11 năm 2018 bởi SM Entertainment. Đây là lần đầu tiên EXO trở lại với đầy đủ 9 thành viên kể từ album For Life (2016). Album bao gồm 4 phiên bản: Allegro, Moderato, Andante và Vivace (phiên bản giới hạn). Album ra mắt ở vị trí số 1 trên Gaon Album Chart. Phiên bản tái ra mắt mang tựa đề Love Shot được phát hành vào ngày 13 tháng 12 năm 2018.

## Bối cảnh và phát hành
Don't Mess Up My Tempo là album phòng thu Tiếng Trung và Tiếng Hàn thứ 5. Lay tham gia thu âm phiên bản Tiếng Trung của đĩa đơn Tempo, và cũng xuất hiện trong video âm nhạc.
Album đã được công bố vào tháng 10 năm 2018 với một đoạn teaser trên trang web chính thức của EXO và được đặt hàng trước vào ngày 4 tháng 10 thông qua cả các trang web âm nhạc Hàn Quốc và một loạt các trang web của Mỹ như Amazon và Target. Vào ngày 19 tháng 10, thông tin tiết lộ rằng họ sẽ tổ chức một buổi giới thiệu đặc biệt cho album vào ngày 2 tháng 11 tại Paradise City Plaza ở Đảo Yeongjongdo Incheon. Buổi giới thiệu được phát sóng trực tiếp cho người hâm mộ trên khắp thế giới.
Vào ngày 2 tháng 11, album Don't Mess Up My Tempo được phát hành cùng với video âm nhạc Tiếng Hàn "Tempo". Video âm nhạc Tiếng Trung được phát hành vài giờ sau đó.
Video âm nhạc Trung Quốc đã được phát hành vài giờ sau đó.
Vào ngày 10 tháng 11, EXO đã tổ chức một sự kiện với người hâm mộ tại SMTOWN COEXartium, với fansign thứ hai của họ sẽ được tổ chức vào ngày 16 tháng 11 tại GLAD Hotel Grand Ballroom. Vào ngày 18 tháng 11, họ tổ chức sự kiện fansign thứ ba tại Gangnam tại Nhà hát Nghệ thuật White Hall với chỉ 50 người hâm mộ. Sehun vắng mặt trong sự kiện này do lịch trình riêng.
Vào ngày 6 tháng 12 năm 2018, đoạn teaser đầu tiên của video ''Love Shot'' được công bố.
Album được phát hành ngày 13 tháng 12 năm 2018. Video âm nhạc chính thức của phiên bản tiếng Hàn của ''Love Shot'' được phát hành vào ngày 13 tháng 12. Phiên bản tiếng Trung của video âm nhạc được phát hành vào ngày 14 tháng 12

## Sự đón nhận

### Don't Mess Up My Tempo
Vào ngày 31 tháng 10 năm 2018, 28 ngày sau khi mở đơn đặt hàng trước, album Don't Mess Up My Tempo đã vượt quá 1,1 triệu đơn đặt hàng trước. Ngày 8 tháng 11, nó ra mắt ở vị trí quán quân trên Gaon Album Chart.
Tính đến ngày 11 tháng 11, album đã bán được 1.179,997 bản, chính thức khiến EXO thành nhóm nhạc nhạc tiêu thụ 10.000.000 bản (Tổng cộng tất cả các album từ trước đến nay). Vào ngày 12 tháng 11, album ra mắt ở vị trí thứ 23 tại Mỹ Billboard 200, trở thành album xếp hạng cao nhất của EXO tại Hoa Kỳ.

### Love Shot
Vào ngày 9 tháng 12, album Love Shot xuất hiện ở vị trí số một trên Bảng xếp hạng album Gaon. Love Shot đứng đầu Billboard's World Digital Song trong ba tuần liên tiếp, khiến EXO trở thành nhóm nhạc Kpop thứ hai làm được điều đó.

## Danh sách bài hát
| Don't Mess Up My Tempo | Don't Mess Up My Tempo                           | Don't Mess Up My Tempo     | Don't Mess Up My Tempo                                             | Don't Mess Up My Tempo            | Don't Mess Up My Tempo |
| STT                    | Nhan đề                                          | Phổ lời                    | Phổ nhạc                                                           | Biên soạn                         | Thời lượng             |
| ---------------------- | ------------------------------------------------ | -------------------------- | ------------------------------------------------------------------ | --------------------------------- | ---------------------- |
| 1.                     | "Tempo"                                          | JQ PENOMECO Yoo Young-jin  | Jamil "Digi" Chammas Leven Kali Tay Jasper Adrian Mckinnon MZMC    | Jamil "Digi" Chammas              | 3:44                   |
| 2.                     | "Sign"                                           |                            |                                                                    | Harvey Mason Jr Kevin Randolph    | 3:13                   |
| 3.                     | "Ooh La La La" (닿은 순간; Daheun sungan)        | Hwang Yoo-bin              | Jamil 'Digi' Chammas Andrew Bazzi Justin Lucas Anthony Pavels MZMC | Jamil 'Digi' Chammas Justin Lucas | 3:07                   |
| 4.                     | "Gravity"                                        | Chanyeol Kim Min-jung      | LDN Noise Deez Adrian Mckinnon                                     | LDN Noise                         | 3:54                   |
| 5.                     | "With You" (가끔; Gakkeum)                       | Chanyeol Kim Min-ji        | Chanyeol Sons Of Sonix                                             | Sons Of Sonix                     | 3:08                   |
| 6.                     | "24/7"                                           | Kenzie                     | Harvey Mason Jr The Wavys The Wildcardz Aaron Berton Andrew Hey    | The Wavys The Wildcardz           | 4:03                   |
| 7.                     | "Bad Dream" (후폭풍; Hupogpung)                  | Seo Ji-eum                 | Mike Daley Mitchell Owens Bianca "Blush" Atterberry Deez           | Mike Daley Mitchell Owens         | 3:56                   |
| 8.                     | "Damage"                                         | Shin Jin-hye (Jam Factory) | LDN Noise Deez Adrian Mckinnon                                     | LDN Noise                         | 3:29                   |
| 9.                     | "Smile On My Face" (여기 있을게; Yeogi isseulge) | JQ Park Ji-hee             | Brian Kennedy Iain James Samuel Jensen                             | Brian Kennedy                     | 3:38                   |
| 10.                    | "Oasis" (오아시스; Oasiseu)                      | Jo Yoon-kyung              | Kevin White Mike Woods Andrew Bazzi MZMC                           | Rice n' Peas                      | 3:14                   |
| 11.                    | "Tempo" (节奏) (Chinese version)                 | Arys Chien                 | Jamil "Digi" Chammas Leven Kali Tay Jasper Adrian Mckinnon MZMC    | Jamil "Digi" Chammas              | 3:44                   |
| Tổng thời lượng:       | Tổng thời lượng:                                 | Tổng thời lượng:           | Tổng thời lượng:                                                   | Tổng thời lượng:                  | 39:10                  |

| Love Shot        | Love Shot                                         | Love Shot                   | Love Shot                                                                                    | Love Shot                                           | Love Shot  |
| STT              | Nhan đề                                           | Phổ lời                     | Phổ nhạc                                                                                     | Arrangement                                         | Thời lượng |
| ---------------- | ------------------------------------------------- | --------------------------- | -------------------------------------------------------------------------------------------- | --------------------------------------------------- | ---------- |
| 1.               | "Love Shot"                                       | Jo Yoon-kyung Chen Chanyeol | Mike Woods Kevin White Andrew Bazzi Anthony Russo MZMC                                       | Rice N' Peas                                        | 3:20       |
| 2.               | "Tempo"                                           | JQ PENOMECO Yoo Young-jin   | Jamil "Digi" Chammas Leven Kali Tay Jasper Adrian Mckinnon MZMC                              | Jamil "Digi" Chammas                                | 3:44       |
| 3.               | "Trauma" (트라우마)                               | Jo Yoon-kyung               | Keynon Moore Cedric "Dabenchwarma" Smith Ryan S. Jhun Danny Jones                            | Cedric 'Dabenchwarma' Smith Ryan S.Jhun Danny Jones | 3:42       |
| 4.               | "Wait"                                            | Seo Ji-eum                  | Andreas Öberg Jimmy Burney                                                                   | Andreas Öberg Jimmy Burney                          | 4:08       |
| 5.               | "Sign"                                            | JQ Mola (makeumine works)   | Harvey Mason Jr. Kevin Randolph Patrick J. Que Smith Dewain Whitmore Britt Burton Andrew Hey | Harvey Mason Jr. Kevin Randolph                     | 3:13       |
| 6.               | "Ooh La La La" (닿은 순간; Daheun sungan)         | Hwang Yoo-bin               | Jamil 'Digi' Chammas Andrew Bazzi Justin Lucas Anthony Pavels MZMC                           | Jamil 'Digi' Chammas Justin Lucas                   | 3:07       |
| 7.               | "Gravity"                                         | Chanyeol Kim Min-jung       | LDN Noise Deez Adrian Mckinnon                                                               | LDN Noise                                           | 3:54       |
| 8.               | "With You" (가끔; Gakkeum)                        | Chanyeol Kim Min-ji         | Chanyeol Sons of Sonix Varren Wade Aston Merrygold                                           | Sons of Sonix                                       | 3:08       |
| 9.               | "24/7"                                            | Kenzie                      | Harvey Mason Jr. The Wavys The Wildcardz Aaron Berton Andrew Hey                             | The Wavys The Wildcardz                             | 4:03       |
| 10.              | "Bad Dream" (후폭풍; Hupogpung)                   | Seo Ji-eum                  | Mike Daley Mitchell Owens Bianca "Blush" Atterberry Deez                                     | Mike Daley Mitchell Owens                           | 3:56       |
| 11.              | "Damage"                                          | Shin Jin-hye (Jam Factory)  | LDN Noise Deez Adrian Mckinnon                                                               | LDN Noise                                           | 3:29       |
| 12.              | "Smile On My Face" (여기 있을게; Yeogi isseulge)  | JQ Park Ji-hee              | Brian Kennedy Iain James Samuel Jensen                                                       | Brian Kennedy                                       | 3:38       |
| 13.              | "Oasis" (오아시스; Oasiseu)                       | Jo Yoon-kyung               | Kevin White Mike Woods Andrew Bazzi MZMC                                                     | Rice n' Peas                                        | 3:14       |
| 14.              | "Love Shot" ((宣告) (Chinese version) (Declared)) | Lu Yi Qiu                   | Mike Woods Kevin White Andrew Bazzi Anthony Russo MZMC                                       | Rice N' Peas                                        | 3:20       |
| 15.              | "Tempo" (节奏) (Chinese version)                  | Arys Chien                  | Jamil "Digi" Chammas Leven Kali Tay Jasper Adrian Mckinnon MZMC                              | Jamil "Digi" Chammas                                | 3:44       |
| Tổng thời lượng: | Tổng thời lượng:                                  | Tổng thời lượng:            | Tổng thời lượng:                                                                             | Tổng thời lượng:                                    | 53:49      |

## Bảng xếp hạng
| Australian Albums (ARIA)                | 67  | —  |
| Album Bỉ (Ultratop Vlaanderen)          | 84  | —  |
| Album Bỉ (Ultratop Wallonie)            | 158 | —  |
| Album Canada (Billboard)                | 74  | —  |
| Chinese Albums (YinYueTai)              | 1   | —  |
| Album Hà Lan (Album Top 100)            | 90  | —  |
| Estonian Albums (Eesti Ekspress)        | 19  | —  |
| Album Pháp (SNEP)                       | 191 | —  |
| French Digital Albums (SNEP)            | 18  | 30 |
| Japanese Albums (Oricon)                | 3   | 3  |
| Japan Download Albums (Billboard Japan) | 2   | 5  |
| Japan Hot Albums (Billboard Japan)      | 5   | 13 |
| Japanese International Albums (Oricon)  | 2   | 2  |
| South Korean Albums (Gaon)              | 1   | 1  |
| Album Anh Quốc Digital (OCC)            | 19  | —  |
| Album Anh Quốc Independent (OCC)        | 24  | —  |
| Album Hoa Kỳ Billboard 200              | 23  | —  |
| Album Hoa Kỳ Independent (Billboard)    | 1   | 45 |
| Album Hoa Kỳ World (Billboard)          | 1   | 8  |

### BXH tháng
| BXH Hàn Quốc (Gaon) | 1 | 1 |

### BXH năm
| BXH (2018)                  | Thứ hạng cao nhất |
| --------------------------- | ----------------- |
| Chinese Albums (YinYueTai)  | 1                 |
| South Korean Albums (Gaon)  | 3                 |
| US World Albums (Billboard) | 8                 |

## Chứng nhận và doanh thu

### Chứng nhận
- Don't Mess Up My Tempo

| Quốc gia                                                                           | Chứng nhận | Doanh thu  |
| ---------------------------------------------------------------------------------- | ---------- | ---------- |
| Hàn Quốc (KMCA)                                                                    | Million    | 1.000.000+ |
| * Chứng nhận dựa theo doanh số tiêu thụ. ^ Chứng nhận dựa theo doanh số nhập hàng. |            |            |

### Doanh thu
| Quốc gia                   | Doanh thu | Doanh thu | Tổng      |
| Quốc gia                   | DMUMT     | Love Shot | Tổng      |
| -------------------------- | --------- | --------- | --------- |
| Trung Quốc (Xiami+NetEase) | 358,000   | 230,000   | 586,000   |
| Nhật Bản (Oricon)          | 64613     | 64613     | 64613     |
| Hàn Quốc (Gaon)            | 1,452,030 | 513,512   | 1,965,542 |
| Hoa Kỳ (Nielsen Music)     | 50,000    | 50,000    | 50,000    |

## Giải thưởng và đề cử

### Don't Mess Up My Tempo & Love Shot
| Năm  | Lễ trao giải            | Đề cử     | Giải thưởng                     | Kết quả   |
| ---- | ----------------------- | --------- | ------------------------------- | --------- |
| 2019 | Golden Disc Awards      | DMUMT     | Disc Bonsang                    | Đoạt giải |
| 2019 | Gaon Chart Music Awards | DMUMT     | Album of the Year – 4th Quarter | Đoạt giải |
| 2019 | Gaon Chart Music Awards | Love Shot | Album of the Year – 4th Quarter | Đề cử     |

### Chương trình âm nhạc
| Bài hát   | Chương trình           | Ngày                 |
| --------- | ---------------------- | -------------------- |
| Tempo     | Music Bank (KBS)       | 9 tháng 11 năm 2018  |
| Tempo     | Music Bank (KBS)       | 16 tháng 11 năm 2018 |
| Tempo     | Music Bank (KBS)       | 4 tháng 1 năm 2019   |
| Love Shot | Music Bank (KBS)       | 21 tháng 11 năm 2018 |
| Love Shot | Music Bank (KBS)       | 28 tháng 11 năm 2018 |
| Love Shot | Show! Music Core (MBC) | 22 thang 12 nam 2018 |

## Lịch sử phát hành
| Album                  | Quốc gia | Ngày                 | Định dạng                     | Hãng đĩa                    |
| ---------------------- | -------- | -------------------- | ----------------------------- | --------------------------- |
| Don't Mess Up My Tempo | Hàn Quốc | 2 tháng 11 năm 2018  | CD digital download Streaming | SM Entertainment iriver Inc |
| Don't Mess Up My Tempo | Hoa Kỳ   | 2 tháng 11 năm 2018  | CD digital download Streaming | SM Entertainment iriver Inc |
| Don't Mess Up My Tempo | Khác     | 2 tháng 11 năm 2018  | Digital download streaming    | SM Entertainment            |
| Love Shot              | Hàn Quốc | 13 tháng 12 năm 2018 | CD digital download streaming | SM Entertainment iriver     |
| Love Shot              | Hoa Kỳ   | 13 tháng 12 năm 2018 | CD digital download streaming | SM Entertainment iriver     |
| Love Shot              | Khác     | 13 tháng 12 năm 2018 | Digital download streaming    | SM Entertainment            |